# 게이르 호르데
게이르 힐마르 호르데(아이슬란드어: Geir Hilmar Haarde, 1951년 4월 8일 ~ )는 아이슬란드의 정치인이다. 독립당의 당수를 지내면서, 2006년 6월 15일부터 총리를 지냈으나, 2008년 하반기 이후 금융위기에 제대로 대처하지 못한 것에 대한 책임을 지고, 2009년 1월 사임하였다.
아이슬란드의 수도 레이캬비크 출신으로, 미국으로 유학하여 브랜다이스 대학교에서 학사 학위를 받은 후 존스홉킨스 대학교에서 국제관계학, 미네소타 대학교에서 경제학 석사 학위를 받았다. 귀국 후 아이슬란드 중앙은행에서 근무했으며, 재무장관의 특별고문으로 일했다. 1987년, 독립당 소속으로 국회의원으로 선출되었으며, 알싱(아이슬란드 국회)의 재정 및 외교 분야 전문가로 이름을 알렸다. 1998년 ~ 2005년 재무장관으로 재직했으며, 2005년 독립당의 대표로 선출되었고, 외무장관을 맡았다. 2006년 총선에서 승리하여 연정을 구성하면서 총리직에 올랐다. 2007년 총선에서 승리하면서 입지를 굳혔으나, 2008년 하반기 아이슬란드를 강타한 금융위기 여파로 그는 인기를 잃었으며, 정부에 반대하는 국민들의 목소리가 매우 컸다. 2009년 1월 23일, 건강상의 이유로 사의를 표명했으며, 정당 간 대화로 합의점을 찾지 못하게 되어, 1월 26일 연정 붕괴를 선언하고 사임을 발표했다. 이에 따라 다른 정당들이 새 연정을 구성하고 5월 조기 총선을 치르기로 합의했으며, 조기 총선까지 총리직을 맡을 인물로 요한나 시귀르다르도티르 사회부 장관을 추대하게 되어, 게이르는 1월 29일자로 총리직에서 물러났다.

## 이름에 관해서
아이슬란드에서 호르데는 종종 "Geir H. Haarde", 혹은 간단히 "Geir"로 표기된다. 다른 나라와 달리 아이슬란드의 전통 작명 방식에서는 성 대신 사람의 이름을 공식적인 칭호로 부르기 때문인데, 대부분의 아이슬란드인은 성 대신 아버지의 이름 뒤에 -son(~의 아들), --dóttir(~의 딸)등을 붙여 사용하므로, 가족성이라는 것이 존재하지 않는다. 호르데라는 성씨는 그의 부친의 성씨를 그대로 이어받은 것으로, 그의 부친의 가계는 노르웨이 출신이다. 게이르 호르데는 이런 부칭 뒤에 성이 오는 소수의 아이슬란드인들 중의 하나로, 그의 성씨 "호르데"는 노르웨이어로 '거친 것, 힘든 것'의 의미를 지닌다. 이것은 영어 단어 "hard"와 아이슬란드어의 "Harði"와 같은 의미를 지닌다.